# Parque da Cidade (Póvoa de Varzim)
El Parque da Cidade (Parque de la Ciudad) es una parte de la ciudad de Póvoa de Varzim, dominada por el Parque da Cidade da Póvoa de Varzim. El barrio se asienta por tres freguesias distintas: Amorim, Aver-o-Mar y Póvoa de Varzim.
El Barrio del Parque da Cidade se sitúa en áreas distintas que circundan el futuro parque de la ciudad. La zona de Montgeron (parte oeste) es una prolongación del interior del Bairro Norte, inmediatamente urbano, mientras que Sencadas (parte norte) posee aún una topología marcadamente rural.
El Parque da Cidade limita al norte con Aver-o-Mar, al oeste con Agro-Velho, al sur con Barreiros/Moninhas y Giesteira, y al este con la Autoestrada A28, que lo separa de Amorim.